# Libungan
Libungan is een gemeente in de Filipijnse provincie Cotabato op het eiland Mindanao. Bij de laatste census in 2007 had de gemeente bijna 44 duizend inwoners.

## Geografie

### Bestuurlijke indeling
Libungan is onderverdeeld in de volgende 20 barangays:
| - Abaga - Baguer - Barongis - Batiocan - Cabaruyan - Cabpangi - Demapaco - Grebona - Gumaga - Kapayawi | - Kiloyao - Kitubod - Malengen - Montay - Nica-an - Palao - Poblacion - Sinapangan - Sinawingan - Ulamian |

## Demografie
Libungan had bij de census van 2007 een inwoneraantal van 43.923 mensen. Dit zijn 3.334 mensen (8,2%) meer dan bij de vorige census van 2000. De gemiddelde jaarlijkse groei komt daarmee uit op 1,09%, hetgeen lager is dan het landelijk jaarlijks gemiddelde over deze periode (2,04%). Vergeleken met de census van 1995 is het aantal mensen met 6.721 (18,1%) toegenomen.

De bevolkingsdichtheid van Libungan was ten tijde van de laatste census, met 43.923 inwoners op 172,5 km², 215,7 mensen per km².